# Merionoeda dumosa
Merionoeda dumosa är en skalbaggsart som beskrevs av Holzschuh 2008. Merionoeda dumosa ingår i släktet Merionoeda och familjen långhorningar. Inga underarter finns listade i Catalogue of Life.